# Enrique de Guzmán
Enrique de Guzmán y Ribera (Madrid, 1 de marzo de 1540-Madrid, 26 de marzo de  1607) noble y hombre de estado español, fue el II conde de Olivares, tesorero mayor de Castilla, alcaide del Alcázar de Sevilla, embajador de España en Francia y Roma, Virrey de Sicilia y más tarde de Nápoles, consejero de Estado y padre de Gaspar de Guzmán y Pimentel, conde-duque de Olivares (III conde de Olivares y I duque de Sanlúcar).

## Biografía
Fue hijo de Pedro de Guzmán y Zúñiga, I conde de Olivares, y de Francisca de Ribera Niño, hija de Lope de Conchillos.
En 1571 incorporó al mayorazgo de la Casa de Olivares las alcabalas de algunos pueblos de la provincia de Sevilla como La Puebla de los Infantes, Alcolea del Río, Villaverde del Río y Lora del Río con Setefilla así como de otros de la provincia de Jaén como Santisteban del Puerto y Castellar.
Como representante del rey en Sevilla, en 1572 firmó con los representantes de Consulado de Cargadores a Indias la construcción de la Casa Lonja (donde actualmente está el Archivo de Indias) y participó en las gestiones de la edificación posteriormente.
El 30 de diciembre de 1572 el rey Felipe II confirmó las ordenanzas del pósito de Olivares.
A finales de la década de 1570 adquirió el señorío de Albaida del Aljarafe, que fue añadido al mayorazgo.
En 1582, a la edad de 42 años, fue nombrado embajador en Roma donde durante los siguientes diez años representaría al rey de España ante los papas Gregorio XIII (1572-1585), Sixto V (1585-1590) y Gregorio XIV (1590-1591).
De 1591 a 1595 fue nombrado virrey de Sicilia.
En noviembre de 1595 Felipe II le nombró virrey de Nápoles; durante su gobierno allí, favorecido el virreinato por un periodo de abundancia en las cosechas, combatió con firmeza el bandolerismo y llevó a cabo numerosas obras públicas de mejora en la ciudad, asistido por el arquitecto Domenico Fontana. Tras la muerte de Felipe II en 1598, fue confirmado en el cargo por el sucesor de éste, Felipe III.
De carácter austero y poco amigo de celebraciones, hizo hincapié en eliminar los gastos superfluos de la corte napolitana, centrándose en el control de la economía. La quiebra de algunos banqueros particulares llevó a Guzmán a considerar la implantación de un banco central del virreino, tarea en la que se encontró con la oposición de algunos diputados del parlamento, que Guzmán resolvió con la prisión de varios de ellos; los informes que llegaron a Felipe III acerca de la arbitrariedad de estas detenciones provocaron que Guzmán fuese relevado de su cargo. El conde de Lemos Fernando Ruiz de Castro le sucedió en el puesto.
Regresó a España en el 1600 y en 1601 fue hecho miembro del Consejo de Estado y contador mayor de cuentas.
En 1607 el II conde de Olivares logró que Felipe III le autorizase a dejar los cargos de alcaide del Real Alcázar y de las Reales Atarazanas de Sevilla a su hijo Gaspar.

## Matrimonio y descendencia
,Se casó en 1579 con María Pimentel de Fonseca y Zúñiga (m. Palermo, 1594), hija del IV conde de Monterrey Jerónimo de Acevedo y Zúñiga y de Inés de Velasco y Tovar, de quien tuvo la siguiente descendencia:
- Jerónimo de Guzmán, muerto en la infancia al precipitarse desde las arquerías del tercer piso del Palacio de Monterrey, en Salamanca.
- Gaspar de Guzmán y Pimentel, conde-duque de Olivares,[1] valido de Felipe IV;
- Francisca de Guzmán; casada con Diego López de Haro y Sotomayor (-1648), V marqués del Carpio.
- Inés de Guzmán (m. m. 1 de agosto de 1652),[10]casada con Álvaro Enríquez de Borja, VII marqués de Alcañices.[10]
- Leonor María de Guzmán (m. 1654), casada con Manuel de Acevedo y Zúñiga, VI conde de Monterrey.[11]

| Predecesor: Pedro de Guzmán y Zúñiga    | Conde de Olivares                                 | Sucesor: Gaspar de Guzmán y Pimentel |
| Predecesor: Diego Enríquez de Guzmán    | Virrey de Sicilia 1592-1595                       | Sucesor: Juan Ventimiglia            |
| Predecesor: Juan de Zúñiga y Avellaneda | Virrey de Nápoles noviembre de 1595-julio de 1599 | Sucesor: Fernando Ruiz de Castro     |